# Bogotáslätten
För andra betydelser, se Bogota (olika betydelser).

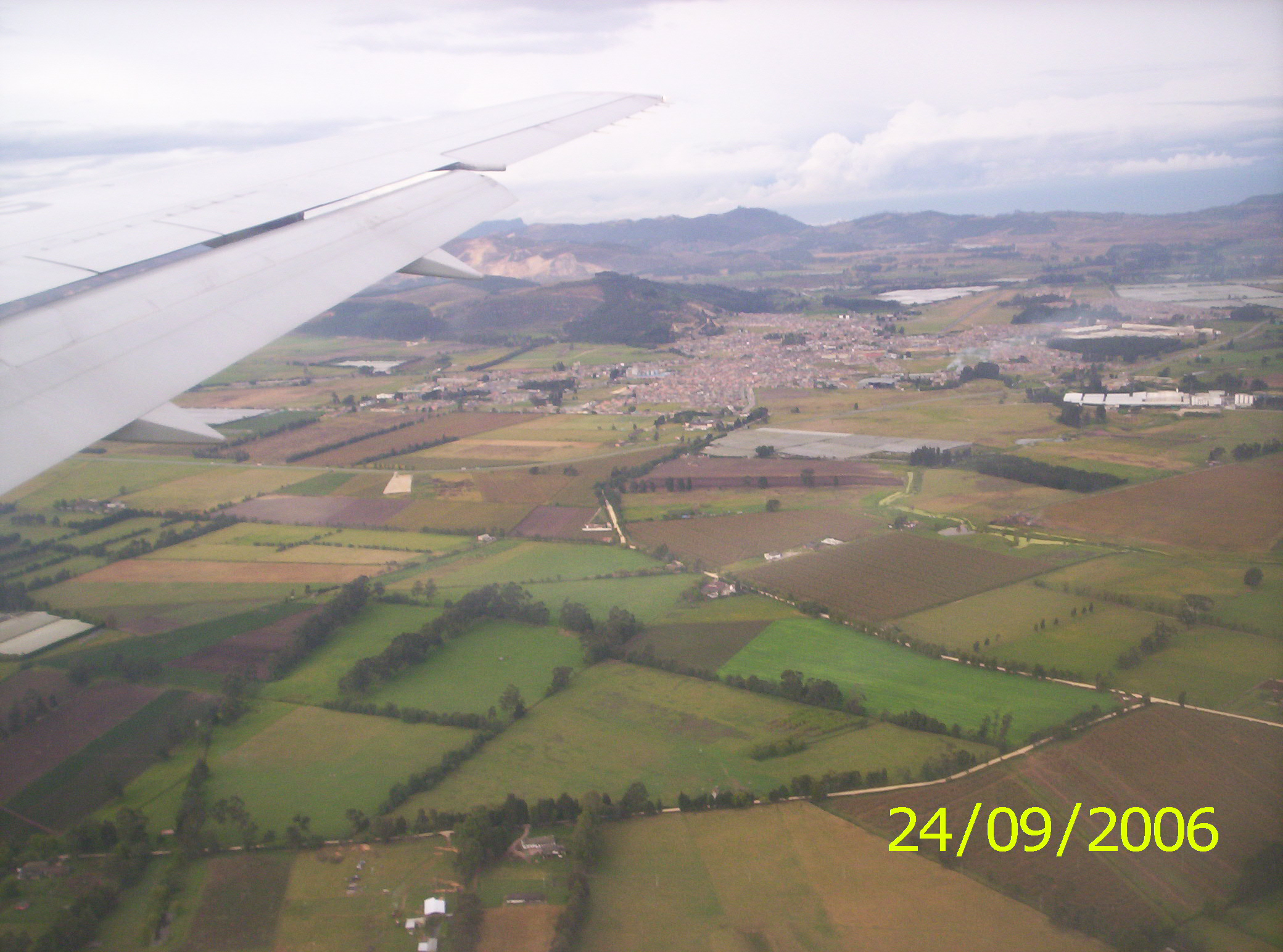
Bild tagen precis innan landning på Bogotás flygplats

Bogotáslätten är den sydligaste delen av Altiplano Cundiboyacense, ett system av platåer som ligger i Östkordiljäran i Anderna inom Colombias gränser.
Bogotáslätten korsas av Bogotáfloden.  På Bogotáslätten ligger staden Bogotá.